# きっと、澄みわたる朝色よりも、
『きっと、澄みわたる朝色よりも、』（きっと すみわたるあさいろよりも）は、2009年7月24日にpropellerから発売されたアダルトゲーム。

## 概要
propellerブランドの第5弾ソフト。夢見鳥学園を舞台とした学園ノベルで、現代劇ながら舞台背景には和式様式を多く用いており過去の伝承とも絡め、和風伝奇的な世界観となっている。また各章ごとにループしており、全体を通してほぼ1本道のストーリーとなっている。そのため、数々の女性キャラクターが登場するが攻略ヒロインといえる人物は実質1人といえる。
シナリオは『めぐり、ひとひら。』や『いつか、届く、あの空に。』を手がけた朱門優、原画は『冬のロンド』のやすゆきが担当。またSD原画はヨダが担当しておりコメディパートでその破壊力を発揮している。初回限定版豪華特典として特典ディスク『澄みわたらない朝色、キット』が同梱、サントラやCG集、ボイス集やカラオケ動画のほか、『めぐり、ひとひら。』でも見られたヨダバージョンOPムービーも収録されている。
テックジャイアン2009年8-10月号で外伝小説『その階段を見上げた先に、』が短期集中連載された。公式サイトで人気投票が行われ、与神ひよが1位となっている。

## ストーリー
崇笹丸には、昔離れ離れになった、仲良しの3人の仲間がいた。その名を「四君子」。それから幾年が過ぎ、芸術家志望の霊峰、夢見鳥学園で再び出会うことができた。それも同じクラス、そして、「四君子」しかいないクラス、"赤組"で。
しかし、時間が4人の心に距離を作ってしまった。笹丸はただ信じた、再び4人で「四君子」であるといえる日々が来ることを。それを信じて夢見鳥学園の文化祭、通称「彩生祭」（あやなしさい）で作品を作ることにした。
その作品の条件は、クラス毎に提出すること、そして、それぞれのクラスの色、つまり赤をテーマとすることだった。
笹丸は誓った。「あり得ない事をなし遂げてみせる」と。

## 登場キャラクター
崇 笹丸（すう ささまる）
声 - 木島宇太
主人公。「四君子」の竹。子供の頃、父親から虐待を受けていたため心が壊れていたが、ふとしたきっかけで与神 ひよ達と仲良くなり、心を取り戻すことが出来た。しかし、その後は父親の虐待が明らかになり、叔母のもとに引き取られることになる。そのせいでひよ達と離れ離れになった。
崇家は武術の家系であり、笹丸に武術の才能があったのと、父親が技の伝授と称して虐待を行っていたため、結果として達人レベルの武術を特技として身に着けているが、普段は温和な性格でありもっとも大切なものを汚す者が現れない限りその力を行使することは決して無い。無駄な豆知識や雑学をたくさん覚えていることも特技の一つで、気持ちを落ち着ける時は豆知識を思い浮かべる。また、ハゲや薄毛という言葉にとてつもなく過敏に反応する。
与神 ひよ（くみがみ ひよ）
声 - 青山ゆかり
四君子の菊にしてそれを提案した本人。四君子とした由来は、それぞれの名前に菊、竹、蘭、梅が関係しているからである。
笹丸と同い年。小さい頃に、肆則姉妹にいじめられていたのを笹丸に助けられたことがあり、それがきっかけになって笹丸のことが好きになる。もともと結構気が利くほうだが、特に笹丸のことなら世話をしていることを気づかせないほど何でもよく気がつく。四君子のメンバーでおままごとをやっていたときの関係で笹丸のことを「だんなさま」と呼ぶ。
知能は高く、才能に恵まれているが決して努力は怠る事はない、また家事も得意。
与神は医学の家系である。そのため、医学の知識を心得ている。それだけではなく、笹丸の幅広い豆知識についていくために、色々な知識を努力して学んだ。
夢乃 蘭（ゆめの あららぎ）
声 - 有栖川みや美
四君子の蘭。年齢は笹丸の一つ下。始めは、春告と仲が良かった。そして、春告がひよを助けた笹丸と仲良くなりたいという気持ちを後押しすることを通して、ひよや笹丸たちとも仲良くなる。一番周囲との和というものを大事にしていて、いつも笑顔が絶えない。
頭取（というよりもおっさん）に憧れていて、よく分からないところで「あららぎルール」を持ち出し自分もそうなろうとして実践している。しかし、その行為をすることに対して「おっさん」と言うと怒る。また、料理が殺人的に出来ない。雷が大の苦手。
樫 春告（かし はるつげ）
声 - さくらはづき
四君子の梅。年齢は笹丸の一つ上。腕っ節が強く、自称「男女」。男勝りでまっすぐな性格で、自分が力を持っているのを自覚していたため、ひよに対するいじめをとめることが出来ない自分に苛立っていて、そのいじめを止めた笹丸を尊敬し、そして、友達になりたがっていた。四君子として仲良くなった後は、そのよき姉御としての位置を獲得した。
樫はある武術の家系の分家である。春告の腕っ節が強いのはそのためであるが、その存在感だけで相手を威圧するためめったに手を出すことはない。また下ネタが大好きでメンバーに怪しげな助言することもあるが、経験は無い耳年増。
若（わか）
声 - 真中海
夢見鳥学園では、色がクラス分けに使われているので公平を期すことから、生徒会は、「透明の生徒会」と呼ばれている。その生徒会の一員。性格はよく分からないが、とてもミルクティーを愛し、「みるくちー」と呼んでいる。そのため、初対面でミルクティーのことを少し否定した笹丸に対して、明らかな嫌悪感を抱く。また、他にも、よく分からないあだ名をつける。例えば、笹丸には「じじぃ」、ひよには「おねーさま」、蘭には「おとーさま」、春告には「えーゆー」という感じである。
青姉妹（あおしまい）
声 - 海原エレナ（姉）、霞春香（妹）
姉は肆則のりか、妹は肆則きよ。青姉妹となった理由は、笹丸が学園に来てから初対面にもかかわらず名前を告げずに去ったのと、見た目が青色だったため、肆則姉妹のことを「青姉」「青妹」と名づけたためである。小さな頃に家の関係からひよをいじめていたのだが、笹丸がそのいじめを止めさせた。その時に姉ののりかは自分の間違いに気づき、笹丸に感謝の気持ちと淡い恋心を抱いた。笹丸とはそのときに一度出会っているのだが、笹丸は忘れていた。
人 玲人（じん れいじ）
声 - 紫原遥
夢見鳥学園の黒組に所属している生徒。性格は、みんなのために自分が犠牲になるのを厭わないなど利他主義的。結構知的。
半 宣雄（なからい のぶお）
声 - 杉崎和哉
夢見鳥学園の白組に所属している生徒。性格は、多少暴力的。春告に言わせれば、天才的なボケの才能を持っているそうである。
昔は将来を期待された陸上選手だったが、事故にあって選手生命を失った。そして、そんなときに玲人に出会い、一緒の芸術の道に進みたいと思うようになり、夢見鳥学園に入学。
鬼武先生（おにたけせんせい）
声 - 瀬木幸
笹丸達のクラス、紅組の担任。身のこなしからかなりの達人と思われる雰囲気をかもし出している。妄想癖が少しあることは確かだが、腕は確かな人である。

## スタッフ
- 原画 - やすゆき、ヨダ
- シナリオ - 朱門優
- 企画・脚本・監督・プロデューサー：朱門優
- 衣装デザイン：ぬー
- 音楽：樋口秀樹（Tynwaldmusic）
- 歌：WHITE-LIPS(Tynwaldmusic)
- SE：村上純
- ロゴデザイン：木緒なち（コメワークス）
- 背景：小島伸一、他

## 主題歌
- オープニングテーマ『紅葉』
  - 歌：WHITE-LIPS
- 挿入歌『藤の帳と夜の歌』
  - 歌：WHITE-LIPS
- 挿入歌『みるくちーハレルヤ』
  - 歌：若(真中海)
- エンディングテーマ『明日を描く想いの色』
  - 歌：WHITE-LIPS

## 関連商品
- きっと、澄みわたる朝色よりも、 ドラマCD　『きっと、澄みわたる朝色よりも、　×月×日（×）主人公争奪戦！！　と思わせていつものグダグダなトーク～と思わせて壮大な実験なような気がしないでもない、の巻』（2009年8月14日コミックマーケット76にて発売）
- きっと、澄みわたる朝色よりも、 音楽集（2009年11月28日発売）